# Ferdinand Portugall
Ferdinand Portugall (3. srpna 1837 Oberpremstätten – 18. května 1901 Štýrský Hradec) byl rakouský právník a politik německé národnosti, v 2. polovině 19. století poslanec Říšské rady a starosta Štýrského Hradce.

## Biografie
Byl synem pekaře a hostinského. V letech 1858–1862 studoval právo na Univerzitě ve Štýrském Hradci a v roce 1863 získal titul doktora práv. Od roku 1864 působil jako dvorní a soudní advokát ve Vídni, od roku 1869 ve Štýrském Hradci. Byl veřejně a politicky aktivní. Od roku 1869 zasedal v obecní radě ve Štýrském Hradci, v letech 1872–1879 pak působil jako náměstek starosty města.
V letech 1870–1877 a 1886–1900 zasedal jako poslanec Štýrského zemského sněmu za městskou kurii, obvod Radkersburg, Mureck, Straß a Gnas. Také byl poslancem Říšské rady (celostátního parlamentu Předlitavska), kam nastoupil v prvních přímých volbách roku 1873 za kurii městskou ve Štýrsku, obvod Štýrský Hradec, předměstí. Mandát obhájil ve volbách roku 1879. V roce 1873 se uvádí jako Dr. Ferdinand Portugall, advokát, bytem Vídeň.
V parlamentu zastupoval blok Ústavní strany (centralisticky a provídeňsky orientované). V jeho rámci představoval mladoněmecké křídlo. V roce 1878 zasedal v poslaneckém Klubu pokroku. Rovněž v říjnu 1879 je zmiňován na Říšské radě coby člen mladoněmeckého Klubu sjednocené Pokrokové strany (Club der vereinigten Fortschrittspartei).
Roku 1885 usedl na post starosty Štýrského Hradce. Zůstal jím do roku 1897, kdy zde zdravotních důvodů odstoupil. Město za jeho starostování prodělalo značný rozmach, došlo k výstavbě nové radnice, univerzity, technické vysoké školy, státních gymnázií nebo kasáren.